# Prima Ligă Kenyană
Prima Ligă de fotbal din Kenya este o competiție de fotbal profesionist care repezintă primul eșalon din sistemul competițional fotbalistic din Kenya.

### Echipele sezonului 2009-2010
| Echipă                | Stadion                         | Oraș     | Note      |
| --------------------- | ------------------------------- | -------- | --------- |
| AFC Leopards          | Nyayo Stadium                   | Nairobi  |           |
| Chemelil Sugar        | Chemelil Sports Complex         | Chemelil |           |
| Gor Mahia             | Nairobi City Stadium            | Nairobi  |           |
| Karuturi Sports       | Naivasha Stadium                | Naivasha |           |
| Kenya Commercial Bank | Nairobi City Stadium            | Nairobi  |           |
| Mahakama              | Nyayo Stadium                   | Nairobi  | Promovată |
| Mathare United        | Moi International Sports Centre | Nairobi  |           |
| Nairobi City Stars    | Hope Centre                     | Nairobi  |           |
| Posta Rangers         | Nyayo Stadium                   | Nairobi  | Promovată |
| Red Berets F.C.       | Afraha Stadium                  | Nakuru   |           |
| Sofapaka              | Nyayo Stadium                   | Nairobi  |           |
| SoNy Sugar            | Green Stadium                   | Awendo   |           |
| Thika United          | Thika Municipal Stadium         | Thika    |           |
| Tusker FC             | Moi International Sports Centre | Nairobi  |           |
| Ulinzi Stars          | Afraha Stadium                  | Nakuru   |           |
| Western Stima         | Bukhungu Stadium                | Kakamega |           |

## Foste campioane
| - 1963 : Nakuru All-Stars - 1964 : Luo Union - 1965 : Feisal FC - 1966 : Abaluhya FC - 1967 : Abaluhya FC - 1968 : Gor Mahia - 1969 : Nakuru All-Stars - 1970 : Abaluhya FC - 1972 : Kenya Breweries - 1973 : Abaluhya FC - 1974 : Gor Mahia - 1975 : Luo Union - 1976 : Gor Mahia - 1977 : Kenya Breweries - 1978 : Kenya Breweries - 1979 : Gor Mahia | - 1980 : AFC Leopards - 1981 : AFC Leopards - 1982 : AFC Leopards - 1983 : Gor Mahia - 1984 : Gor Mahia - 1985 : Gor Mahia - 1986 : AFC Leopards - 1987 : Gor Mahia - 1988 : AFC Leopards - 1989 : AFC Leopards - 1990 : Gor Mahia - 1991 : Gor Mahia - 1992 : AFC Leopards - 1993 : Gor Mahia - 1994 : Kenya Breweries - 1995 : Gor Mahia | - 1996 : Kenya Breweries - 1997 : Utalii - 1998 : AFC Leopards - 1999 : Tusker FC - 2000 : Tusker FC - 2001 : Oserian Fastac FC - 2002 : Oserian Fastac FC - 2003 : Ulinzi Stars - 2004 : Ulinzi Stars - 2005 : Ulinzi Stars - 2006 : SoNy Sugar - 2007 : Tusker FC - 2008 : Mathare United - 2009 : Sofapaka - 2010 : Ulinzi Stars - 2011 : Tusker FC | - 2012 : Tusker FC - 2013 : Gor Mahia - 2014 : Gor Mahia - 2015 : Gor Mahia - 2016 : Tusker FC - 2017 : Gor Mahia - 2018 : Gor Mahia - 2019 : Gor Mahia - 2020 : Gor Mahia - 2021 : - 2022 : - 2023 : |

## Golgeter
| An   | Golgeter     | Echipă          | Goluri |
| 2001 | Mark Sirengo | Mumias Sugar FC | 20     |
| 2008 | Francis Ouma | Mathare United  | 15     |